# Байкал (Болгария)
Байкал (болг. Байкал) — село в Болгарии. Находится в Плевенской области, входит в общину Долна-Митрополия. Население составляет 543 человека.

## Политическая ситуация
В местном кметстве Байкал, в состав которого входит Байкал, должность кмета (старосты) исполняет Алберт Георгиев Владов (Болгарская социалистическая партия (БСП)) по результатам выборов.
Кмет (мэр) общины Долна-Митрополия — Александр  Пенков Печеняков (Болгарская социалистическая партия (БСП)) по результатам выборов.